# Sabra Klein
Sabra Klein es una microbióloga estadounidense que es profesora de microbiología e inmunología molecular en la Escuela de Salud Pública Johns Hopkins Bloomberg. Su investigación considera cómo el sexo y el género impactan el sistema inmunológico. Durante la pandemia de COVID-19, Klein investigó por qué los hombres y las mujeres tienen diferentes resultados de la enfermedad por coronavirus.

## Primeros años y educación
Klein obtuvo su licenciatura en psicología en Randolph-Macon College y se graduó en 1992. Se mudó a la Universidad de Georgia para sus estudios de posgrado, donde estudió el impacto del estrés prenatal en el sistema inmunológico de los roedores. Completó su investigación de doctorado en neurociencia del comportamiento en la Escuela de Salud Pública Johns Hopkins Bloomberg, donde estudió las diferencias de sexo y especie en la función inmune de los roedores. Klein fue becaria postdoctoral en el laboratorio de Gregory E. Glass.

## Investigación y carrera
Klein investigó los mecanismos que permiten a los roedores portar hantaviridae. Para hacer esto, monitorizó la respuesta inmune de las ratas noruegas infectadas con el ortohantavirus de Seúl y demostró que tienen un alto número de células T reguladoras. Al inactivar las células T reguladoras y controlar la presencia de ortohantavirus en los roedores, Klein demostró que los virus hantaviridae logran la persistencia mediante la explotación de estas células T reguladoras. Esto permite que los roedores mantengan infecciones por hantaviridae. Su investigación puede ayudarnos a predecir mejor cómo se pueden transmitir los hantaviridae a los humanos.
Mientras comenzaba su carrera académica en neurociencia, Klein se interesó más en la función del sistema inmunológico. Ella está particularmente interesada en las diferencias entre los sistemas inmunológicos de hombres y mujeres, y cómo manejan las enfermedades infecciosas. Klein identificó que el cromosoma X estaba codificado con varios genes que controlan la respuesta inmune. Ella cree que el estrógeno altera la respuesta de las células inmunes, alentándolas a comenzar a producir proteínas e iniciar o detener una respuesta inflamatoria. Si bien esta respuesta inmune más fuerte puede eliminar los virus más rápidamente en las mujeres, también puede causar inmunopatología.
Se sabe que las hormonas influyen en la progresión de la influenza y, en 2009, la Organización Mundial de la Salud le encargó a Klein comprender cómo el sexo, el género y el embarazo afectan los resultados de la infección por influenza. En 2018, Klein recibió $ 8 millones de los Institutos Nacionales de Salud para comprender mejor cómo el sexo biológico y la edad afectan la eficacia de las vacunas contra la influenza. Como parte de esta investigación, Klein creó un estudio mecanicista sobre cómo los factores genéticos y hormonales impactaban la inmunidad del ratón. Ella demostró que el sexo biológico afectó la eficacia de las vacunas, mostrando que las hembras que recibieron la vacuna contra la influenza pandémica de 2009 produjeron más anticuerpos que los ratones machos. Sus hallazgos pueden indicar que los hombres necesitan una dosis diferente o aumentos de vacunación contra la influenza más frecuentes para las mujeres.
Durante la pandemia de COVID-19, Klein se interesó en las diferencias entre la forma en que hombres y mujeres respondían al síndrome respiratorio agudo severo CoronaVirus 2 (SARS-Cov-2). Está bien documentado que los hombres tienen peores resultados del coronavirus que las mujeres. Klein ha indicado que esta disparidad biológica dependiente del sexo en los resultados es común a muchas infecciones virales que afectan el tracto respiratorio. Tanto ella como Angela Rasmussen han argumentado que existen razones conductuales y biológicas por las que los hombres son tan susceptibles a la enfermedad del coronavirus 2019.

## Publicaciones seleccionadas
- Klein, Sabra L.; Flanagan, Katie L. (October 2016). «Sex differences in immune responses». Nature Reviews Immunology (en inglés) 16 (10): 626-638. ISSN 1474-1733. PMID 27546235. doi:10.1038/nri.2016.90.
- Klein, S.L. (2000). «The effects of hormones on sex differences in infection: from genes to behavior». Neuroscience & Biobehavioral Reviews (en inglés) 24 (6): 627-638. PMID 10940438. doi:10.1016/S0149-7634(00)00027-0.
- Klein, S. L. (June 2004). «Hormonal and immunological mechanisms mediating sex differences in parasite infection». Parasite Immunology 26 (6–7): 247-264. ISSN 0141-9838. PMID 15541029. doi:10.1111/j.0141-9838.2004.00710.x.

## Vida personal
En 2010, Klein creó con su esposo la Beca Klein-Maloney para Mujeres en las Ciencias.